# باحة الوجه المغزلي
باحة الوجه المغزلي (بالإنجليزية: fusiform face area واختصارًا FFA) وتعني باحة الوجه المغزلي/مغزلي الشكل، وهي جزء من جهاز الرؤية للإنسان المتخصص في التعرف على الوجوه. وتقع على القشرة الصدغية السفلية في التلفيف المغزلي (باحة برودمان 37).

## البنية التشريحية
تقع باحة الوجه المغزلي في التيار البطني على السطح البطني للفص الصدغي على الجانب الوحشي للتلفيف المغزلي. وتقع وحشي باحة المكان في التلفيف المجاور للحصين. ولديها بعض التخصص الوظيفي فهي عادةً أكبر في نصف الكرة المخية الأيمن.
اُكتشِفت باحة الوجه المغزلي واستمرت الأبحاث على البشر بدراسة صور التصوير المقطعي بالإصدار البوزيتروني PET والتصوير بالرنين المغناطيسي الوظيفي fMRI. عادةً ما يُعرَض على أحد المشاركين صور وجوه وكائنات وأماكن وأجسام وصور مخلوطة لوجوه وكائنات وأماكن وأجسام. يُسمى ذلك تحديد الموضع الوظيفي. بمقارنة الاستجابة العصبية على رؤية الوجوه والوجوه المخلوطة تظهر الباحات الحساسة للوجوه، بينما تكشف مقارنة النشاطات القشرية بين الوجوه والكائنات عن الباحات الانتقائية للوجوه.

## الوظيفة
وُصفت باحة الوجه المغزلي لأول مرة في عام 1992 من قبل جاستين السعدي سيرجينت وسميت من قبل نانسي كانويشر في عام 1997 التي اقترحت وجود وظيفة لها في خصوصية المجال في جهاز الرؤية. وأظهرت الدراسات الأخيرة أن باحة الوجه المغزلي تتكون من الخلايا العنقودية الوظيفية في الحيز الرقيق التي شوهدت في الاستقصاءات السابقة. يشوه التنبيه الكهربائي الانتقائي للخلايا العنقودية الوظيفية الإدراك الوجهي، الذي يدعم سببيًا دور هذه الخلايا العنقودية الوظيفية في إدراك صورة الوجه. في حين أنه من المتفق عليه عمومًا أن باحة الوجه المغزلي تستجيب للوجوه أكثر من معظم الفئات الأخرى، هناك خلاف حول ما إذا كانت باحة الوجه المغزلي مخصصة بشكل فريد لمعالجة الوجه، وفق ما اقترحت نانسي كانويشر وآخرون، أو ما إذا كانت تشارك في معالجة أمور أخرى. تقدم الفرضية المعرفية، التي تدافع عنها إيزابيل غوثير وآخرون، تفسيرًا لكيفية انتقاء الباحة للوجوه في معظم الناس. تقترح الفرضية المعرفية أن الباحة جزء مهم من الشبكة المهمة لتمييز الكائنات المتشابهة بصريًا لأنها تشترك في تكوين مشترك لأجزاء. اختبرت غوثير وآخرون، في تعاون مع معارضتها كانويشر، كل من خبراء السيارات والطيور، ووجدت أن بعض التنبيهات في الباحة عندما يقوم خبراء السيارات بتمييز السيارات وخبراء الطيور بتمييز الطيور. تكرر هذا الاستنتاج، وعُثر على تأثيرات الخبرة في الباحة لفئات أخرى مثل عروض الشطرنج والأشعة السينية. وُجِد مؤخرًا أن ثخن القشرة في الباحة يتنبأ بالقدرة على التعرف على الوجوه وكذلك المركبات.
وجدت دراسة لتخطيط الدماغ المغناطيسي لعام 2009 أن الأشياء التي تُرَى على نحو طارئ كوجوه، مثل الباريدوليا، تثير تنشيطًا مبكرًا (165 ميلي ثانية) في الباحة، في وقت وموقع مماثل لتلك التي تثيرها الوجوه، في حين أن الأشياء الشائعة الأخرى لا تثير مثل التنشيط. يشبه هذا التنشيط مكوّن «إن170» لتخطيط موارد الوجه. يشير المؤلفون إلى أن إدراك الوجه الذي تثيره الأشياء المشابهة للوجه هو عملية مبكرة نسبيًا، وليست ظاهرة إعادة تفسير معرفية متأخرة.
قدمت دراسة حالة واحدة من العمه دليلًا على أن الوجوه تُعالج بسبيل خاص. مريض يُعرف باسم سي.كي، عانى من تلف الدماغ نتيجة لحادث سيارة، تطورت لديه لاحقًا حالة من عمه الموضوع. وواجه صعوبةً كبيرةً في التعرف على الأشياء على المستوى الأساسي، وامتد أيضًا إلى أجزاء الجسم الأخرى، لكنه كان جيدًا في التعرف على الوجوه. أظهرت دراسة لاحقة أن سي.كي. كان غير قادر على التعرف على الوجوه المقلوبة أو المشوهة بطريقةٍ أخرى، حتى في الحالات التي يمكن فيها التعرف عليها بسهولة عن طريق الأشخاص الطبيعيين. يُؤخَذ هذا كدليل على أن باحة الوجه المغزلي متخصصة في معالجة الوجوه في الاتجاه الطبيعي.
أثبتت الدراسات التي تستخدم التصوير بالرنين المغناطيسي الوظيفي وتخطيط كهربائية قشر الدماغ أن النشاط في نُظم الباحة لوجوه الأفراد وتُضبَط لميزات الوجه ذات الصلة بالسلوكيات. ووجدت دراسة تخطيط كهربائية قشر الدماغ أن للباحة دور مساهم في مراحل متعددة من معالجة الوجه، بشكل مستمر من عندما يرى الناس وجهًا حتى يستجيبوا له، ما يدل على الدور الفعال والمهم الذي تلعبه الباحة كجزء من شبكة إدراك الوجه.
وجدت دراسة أخرى أن هناك نشاطًا أقوى في باحة الوجه المغزلي عندما يرى الشخص وجهًا مألوفًا بدلًا من وجه غير مألوف. عُرض على المشاركين صور مختلفة من الوجوه التي لها نفس الهوية أو الإلفة أو الوجوه ذات هويات منفصلة أو غير مألوفة. ووجدت أن المشاركين كانوا أكثر دقة في مطابقة الوجوه المألوفة من تلك غير المألوفة. ووجدوا أيضًا باستخدام التصوير بالرنين المغناطيسي الوظيفي أن المشاركين الذين كانوا أكثر دقة في تحديد الوجوه المألوفة لديهم نشاط أكثر في باحة الوجه المغزلي اليمنى وأن المشاركين الذين كانوا ضعيفين في المطابقة لديهم نشاط أقل في الباحة المغزلية اليمنى.

## تاريخ

### الوظيفة والجدال
باحة الوجه المغزلي (FFA) هي جزء من الدماغ تقع في التلفيف المغزلي ووظائفها محيرة. يعتقد بعض الباحثين أن وجود باحة الوجه المغزلي لغاية تطورية بهدف إدراك الوجوه. بينما يعتقد آخرون أن الباحة تميز بين أي منبهات متشابهة.
يناقش اختصاصيي علم النفس فيما إذا كانت الباحة تتنشط عند رؤية الوجوه لسبب تطوري أو معرفة سابقة (خبرة). تنبع النظريات المتضاربة بسبب الالتباس في عملية تنشيط الباحة، فهي تتنشط لرؤية كل من الأجسام والوجوه المتشابهة. وُضِّحَت هذه الظاهرة من خلال دراسة على مواد جديدة ذات صلة تسمى غريبلز (بالإنجليزية: greebles). عند عرض الغريبلز لأول مرة، تتنشط باحة الوجه المغزلي لدى المتطوع بشدة أكثر عند مشاهدة الوجوه من مشاهدة الغريبلز. وبعد تعويد المتطوعين على مشاهدة غريبلز فردية أو متخصصة، تتنشط الباحة بالتساوي عند مشاهدة الوجوه والغريبلز. وبطريقة مماثلة، أبدى الأطفال المصابين بالتوحد تطورًا في إدراك الأجسام بوتيرة مماثلة لإدراك الوجوه. اكتشفت الدراسة على مرضى التوحد السابقين أن لديهم كثافة عصبونية أقل في باحة الوجه المغزلية، وهذا يطرح سؤالًا مثيرًا للاهتمام، هل الإدراك الحسي المنخفض للوجوه ناجم عن انخفاض عدد الخلايا أم أن عدد الخلايا المنخفض بسبب أن مرضى التوحد نادرًا ما يميزون الوجوه؟ ببساطة: هل الوجوه هي مجرد كائنات، كل شخص لديه خبرته للتعرف عليها؟
هناك أدلة تدعم إدراك باحة الوجه المغزلي للوجه تطوريًا. وقد تشير دراسات الحالة على باحات مخصصة أخرى من الدماغ إلى أن الباحة مصممة بحد ذاتها للتعرف على الوجوه. ميزت دراسات أخرى باحات الدماغ الأساسية للتعرف على المحيط والأجسام. دون هذه الباحات المخصصة، يكون الأشخاص غير قادرين على التعرف على الأماكن والأجسام. توصلت أبحاث مماثلة بخصوص عمى التعرف على الوجوه إلى أن باحة الوجه المغزلي أساسية للتعرف على الوجوه المميزة. ومع ذلك فإن هؤلاء المرضى قادرون على التعرف على نفس الأشخاص بشكل طبيعي عن طريق وسائل أخرى مثل الصوت. وأُجريت دراسات تتضمن أحرف أبجدية لغوية للتأكد من دور باحة الوجه المغزلي في إدراك الوجوه. لقد وجدت هذه الدراسات أن الأشياء، مثل الحروف الصينية، تثير استجابة عالية في باحة الوجه المغزلي تختلف عن تلك الباحات التي تستجيب بشدة للوجوه. تشير هذه البيانات إلى أن مناطق معينة من الباحة لها أغراض تطورية لتمييز الوجه.     

### أدلة من الرضّع
إن باحة الوجه المغزلي مختلفة عند الأطفال ولا تتطور بشكلٍ كامل حتى مرحلة المراهقة. هذا يثير التساؤل حول الغرض التطوري للباحة، إذ يُظهِر الأطفال قدرةً على تمييز الوجوه. تبين أن الأطفال بعمر عامين يميزون وجه أمهم. على الرغم من أن الباحة غير متطورة لدى الأطفال بعمر عامين، فلديهم القدرة على التعرف على والدتهم. أظهر الأطفال في عمر ثلاثة أشهر القدرة على التمييز بين الوجوه. خلال هذا الوقت، يُظهر الأطفال القدرة على التمييز بين الجنسين، ما يظهر تفضيلًا واضحًا لوجوه الأنثى. من الناحية النظرية ومن ناحية التطور، يركز الأطفال على النساء من أجل الغذاء، على الرغم من أن التفضيل قد يعكس ببساطة تحيزًا لمقدمي الرعاية الذين يجربونه. لا يبدو أن الرضع يستخدمون هذه المنطقة لإدراك الوجوه. لم يجد التصوير الرنين المغناطيسي الوظيفي حديثًا أي منطقة انتقائية للوجه في دماغ الرضع من عمر 4 إلى 6 أشهر. ومع ذلك، بالنظر إلى أن الدماغ البشري البالغ قد تمت دراسته على نطاق أوسع بكثير من دماغ الرضيع، وأن الأطفال ما زالوا يخضعون لعمليات تطورية عصبية كبرى، فقد يكون ببساطة أن باحة الوجه المغزلي غير موجودة في منطقة مألوفة من الناحية التشريحية. قد يكون أيضًا التنشيط للعديد من المفاهيم والمهام المعرفية المختلفة عند الرضع منتشرًا فيما يتعلق بالدوائر العصبية، لأن الأطفال ما زالوا يخضعون لفترات من تخلق النسيج العصبي والتقليم العصبي؛ قد يجعل ذلك من الصعب تمييز الإشارة، أو ما يمكن أن نتخيله ككائنات مألوفة بصرية ومعقدة (مثل الوجوه) من الضوضاء، بما في ذلك معدلات الإثارة الثابتة للخلايا العصبية، والنشاط المخصص لمهمة مختلفة تمامًا عن نشاط معالجة الوجه. تتضمن رؤية الرضيع التعرف على الضوء والظلام فقط، مع التعرف على السمات الرئيسية للوجه فقط وتنشيط اللوزة الدماغية. هذه النتائج تشكك في الغرض التطوري لباحة الوجه المغزلي.

### أدلة من الانفعالات
توثق الدراسات مصداقية ما قد يؤدي إلى قدح زناد باحة الوجه المغزلي حول الغاية التطورية. هناك عدد لا يحصى من تعابير الوجه التي يستخدمها البشر والتي تكدر الوجه. تعالج هذه الاضطرابات والعواطف أولًا في اللوزة الدماغية وتنتقل لاحقًا إلى باحة الوجه المغزلي للتعرف على الوجه. ثم تُستخدم هذه البيانات من قبل الباحة لتحديد المزيد من المعلومات الثابتة حول الوجه. تشير حقيقة أن الباحة تعمل إلى حد بعيد في اتجاه معالجة العاطفة إلى أنه لا علاقة لها بإدراك العاطفة بل تتعامل مع إدراك الوجه.
ومع ذلك تبين الأدلة الأخيرة أن باحة الوجه المغزلي لديها وظائف أخرى فيما يتعلق العاطفة. تُنشَّط الباحة بشكل مختلف بمشاهدة الوجوه التي تُظهِر المشاعر المختلفة. توصلت دراسة إلى أن الوجوه المخيفة تُنشط الباحة أشد من الوجوه المحايدة. هذا يعني أن للباحة وظائف في معالجة العاطفة على الرغم من معالجتها في ذلك الاتجاه وتشكيكها في الغرض التطوري لتحديد الوجوه.